# Багиль, Ян
Ян Багиль (словац. Ján Bahýľ; 25 мая 1856 —  3 марта 1916) — словацкий изобретатель и инженер. Он специализировался в военной науке, военном конструировании и инженерии. Его особым интересом были летательные аппараты. В 1895 году он получил патент на вертолет.

## Биография
Багиль родился в Зволенской-Слатине, Венгерское королевство, Австрийская империя. В 1869 году он окончил Горную академию в Банской-Штьявнице и получил диплом по техническому рисованию. После этого он поступил на военную службу в Вооружённые силы Венгрии, где его технические способности были подмечены старшими офицерами. После этого его перевели на должность техника. Новое назначение позволило Багилю учиться в Венской военной академии, которую он окончил в 1879 году и был комиссован как лейтенант. Во время службы в армии Багиль разработал ряд изобретений, многие из которых включали в себя гидравлику.

## Изобретения
Багиль профинансировал свое первое изобретение самостоятельно. Изобретатель назвал его «Паровым танком», он был приобретен русской армией. Всего Багиль получил семнадцать патентов, включая патенты на танковую помпу, монгольфьер, совмещенный с воздушной турбиной, первый бензиновый двигатель в Словакии (совместно с Антоном Маршалом), лифт для Братиславского града и тому подобное. Он разработал одну из первых моделей вертолёта, использовавшую двигатель внутреннего сгорания как источник энергии. 5 мая 1905 года эта модель достигла высоты 4,3 метра и пролетела расстояние в 1615 метров. Предположительно, это была беспилотная модель весом около 50 кг.

## Память
В честь Яна Багиля был назван астероид (26640) Bahyl, открытый в 2000 году словацким астрономом Петером Кушнираком. Словацкое патентное учреждение (IPO SR) каждые 2 года вручает премию имени Яна Багиля за выдающиеся изобретения.